# Nepheloleuca politiata
Nepheloleuca politiata là một loài bướm đêm trong họ Geometridae.